# Saunasaari (ö i Norra Savolax, Kuopio, lat 62,82, long 27,84)
Saunasaari är en ö i Finland. Den ligger i sjön Kallavesi och i sjön Kallavesi och i  kommunen Kuopio i den ekonomiska regionen  Kuopio ekonomiska region  och landskapet Norra Savolax, i den centrala delen av landet, 300 km nordost om huvudstaden Helsingfors. Öns area är 4,4 hektar och dess största längd är 350 meter i nord-sydlig riktning.